# Лонерган, Кеннет
Кеннет Лонерган (англ. Kenneth Lonergan; род. 16 октября 1962) — американский кинорежиссёр, сценарист и драматург. Лауреат премий «Оскар» и BAFTA.

## Ранние годы
Лонерган родился в Бронксе (Нью-Йорк) в семье врачей. Его мать — еврейка, а отец — ирландского происхождения. Он обучался в ныне не существующей средней школе Уолдена (весьма прогрессивной частной школе на Манхэттене с сильной театральной программой), где и начал писать пьесы.

## Карьера

### Карьера в театре
Его первая пьеса, The Rennings Children, была выбрана для участия в Фестивале Сондхайм, поддерживающей молодых драматургов. Это случилось в 1982 году, когда Кеннет был студентом факультета драматургии и режиссуры Уэслианского университета. Позднее он также обучался в Нью-Йоркском университете.
Первый театральный успех пришёл к Лонергану с одноактной пьесой This Is Our Youth (1996). За ней последовали The Waverly Gallery (1999), основанная на биографии его бабушки, а также Lobby Hero (2002). В офф-бродвейской постановке «Звёздного посланника» в 2009 году главные роли исполнили Джей Смит-Камерон и Мэттью Бродерик.

### Карьера на телевидении и в кино
Впервые имя Кеннета Лонергана появилось на экранах в начале 90-х, когда он выступил одним из сценаристов мультсериала «Даг». В 1999 году фильм Гарольда Рамиса «Анализируй это», снятый по сценарию Лонергана, сыскал немалый успех и у зрителей, и у критиков. Уже через год он снимает свой первый фильм в качестве режиссёра — «Можешь рассчитывать на меня», что сразу же принесло ему «оскаровскую» номинацию за лучший сценарий. В 2003 году последует вторая — за работу над исторической криминальной драмой «Банды Нью-Йорка». В 2005 году он занимается постановкой своего следующего проекта — драмы «Маргарет» с Анной Пэкуин на заглавной роли, однако из-за невозможности между продюсерами и монтажёрами договориться по поводу итоговой версии фильма фильм был выпущен в прокат лишь в 2011 году.
В 2016 году на мировые экраны вышел фильм «Манчестер у моря», принесший немало наград и номинаций как самому Лонергану, так и другим его создателям, в частности, Кейси Аффлеку, получившему «Оскар» за лучшую мужскую роль.

## Личная жизнь
С 2000 года Лонерган женат на актрисе Джей Смит-Камерон. У них есть дочь Нелли.

## Фильмография
| Год  | Название                       | Оригинальное название                | Режиссёр | Сценарист  | Актёр | Роль    | Примечания  |
| ---- | ------------------------------ | ------------------------------------ | -------- | ---------- | ----- | ------- | ----------- |
| 1993 | Даг                            | Doug                                 |          | Да (2 эп.) |       |         | мультсериал |
| 1999 | Анализируй это                 | Analyze This                         |          | Да         |       |         |             |
| 2000 | Можешь рассчитывать на меня    | You Can Count on Me                  | Да       | Да         | Да    | Рон     |             |
| 2000 | Приключения Рокки и Буллвинкля | The Adventures of Rocky & Bullwinkle |          | Да         |       |         |             |
| 2002 | Анализируй то                  | Analyze That                         |          | Да         |       |         |             |
| 2002 | Банды Нью-Йорка                | Gangs of New York                    |          | Да         |       |         |             |
| 2004 | Мэри и Брюс                    | Marie and Bruce                      |          |            | Да    | Херб    |             |
| 2011 | Маргарет                       | Margaret                             | Да       | Да         | Да    | Карл    |             |
| 2016 | Манчестер у моря               | Manchester by the Sea                | Да       | Да         | Да    | пешеход |             |
| 2017 | Говардс-Энд                    | Howards End                          |          | Да (4 эп.) |       |         | мини-сериал |

## Награды и номинации
Театр
| Год  | Русское название | Оригинальное название | Результат |
| ---- | ---------------- | --------------------- | --- |
| 1996 | Это наша юность  | This Is Our Youth     | Номинация — Драма Деск за лучшую пьесу |
| 2000 | Галерея Уэверли  | The Waverley Gallery  | Номинация — Пулитцеровская премия «За лучшую драму» |
| 2001 | Герой лобби      | Lobby Hero            | Номинация — Драма Деск за лучшую пьесу Номинация — Outer Critics Circle Awardза лучшую пьесу Номинация — Премия Джона Гасснера лучшему автору пьесы Номинация — Премия Лоренса Оливье за лучшую пьесу |

Кино
| Год  | Работа                      | Результат |
| ---- | --------------------------- | --- |
| 2001 | Можешь рассчитывать на меня | Номинация — «Оскар» за лучший оригинальный сценарий Номинация — «Золотой глобус» за лучший оригинальный сценарий Победа — Премия «Независимый дух» за лучший сценарий и лучший режиссёрский дебют Победа — Премии кинофестиваля Сандэнс за работу сценариста имени Валдо Солта и лучший драматический фильм |
| 2003 | Банды Нью-Йорка             | Номинация — «Оскар», «Золотой глобус», Премия Гильдии сценаристов США за лучший сценарий |
| 2011 | Маргарет                    | Номинация — Премия Общества кинокритиков Бостона за лучший сценарий Номинация — Премия Общества кинокритиков Лондона сценаристу года |
| 2017 | Манчестер у моря            | Победа — «Оскар» за лучший оригинальный сценарий Номинация — «Оскар» за лучшую режиссуру Победа — BAFTA за лучший сценарий Номинация — BAFTA за лучшую режиссуру Номинация — «Золотой глобус» за лучший сценарий и лучшую режиссуру Победа — New York Film Critics Circle лучшему сценаристу Победа — «Спутник» за лучшую режиссуру Номинация — «Спутник» за лучший оригинальный сценарий Победа — Critics' Choice Awards за лучший оригинальный сценарий Номинация — Critics' Choice Awards за лучшую режиссуру |